# Coulonvillers
Coulonvillers – miejscowość i gmina we Francji, w regionie Hauts-de-France, w departamencie Somma.
Według danych na rok 2011 gminę zamieszkiwały 234 osoby, a gęstość zaludnienia wynosiła 25 osób/km² (wśród 2293 gmin Pikardii Coulonvillers plasuje się na 821. miejscu pod względem liczby ludności, natomiast pod względem powierzchni na miejscu 510.).